# Benedictus Ducis
Benedictus Ducis (* um 1492 in Konstanz; † Ende 1544 bei Ulm) war ein deutscher Komponist und evangelischer Pfarrer.

## Leben
Benedict(us) Ducis war Organist in Antwerpen, vermutlich ab 1515 in London.
Als Anhänger der Reformation wurde er evangelischer Pfarrer in Geislingen an der Steige und 1532 am Spital in Ulm. Von 1533 bis 1535 versah er die ulmische Pfarrstelle in Stubersheim, von 1535 bis zu seinem Tod 1544 das Evangelische Pfarramt Schalkstetten. Er hielt lebenslang engen Kontakt zum Kirchen- und Kulturleben von Ulm. Mancherlei Defizite seiner Amtsführung und persönliche Schwächen werden in den Quelle überliefert. „Er war dem häuslichen Trunk sehr ergebig“ und „vernachlässigte seine Filialgemeinde“ (Waldhausen (Geislingen)). Er galt als jähzorniger Charakter, der auch vor dem Schlagen von Damen nicht zurückschreckte (er „schlägt sein Weib, also klagt sie den Nachbarn“). Gleichwohl war er als Humanist bekannt.
Er komponierte füllige katholische Kirchenmusik sowie auch einfache Choräle im Sinne des lutherischen Gedankens. Sein Stil orientiert sich eher an Heinrich Isaac und Sixt Dietrich als an Josquin Desprez.
Nach seinem Tod klagte der Ulmer Pfarrer Martin Frecht, wie wenig die Ulmer die Musik schätzten. So fand Frecht nach dem Tode von Ducis in Ulm keinen Käufer für dessen musikalischen Nachlass, um Geld für die Hinterbliebenen aufzutreiben.

## Verwechslung
Benedictus Ducis wurde zeitweise mit Benedictus Appenzeller verwechselt. Appenzeller hat sehr viele seiner Werke nur mit „Benedictus“ gekennzeichnet. Daher gab es lange Zeit die Verwechslung mit dem etwa zeitgenössischen deutschen Komponisten Benedictus Ducis. Erst die Musikwissenschaftler Barclay Squire (1911/12) und D. Bartha (1930) konnten eindeutig zwei Identitäten von Komponisten nachweisen, und zwar anhand des Stils, der komponierten Gattungen und der Überlieferungslage, auch auf Grund der Tatsache, dass Appenzeller Katholik war und Ducis Protestant.

## Werke
- „An Wasserflüssen Babylon“
- „Nun freut euch, liebe Christen gmein“
- Deutsches Musikgeschichtliches Archiv: „Ducis, Benedictus 2/540, 2/940, 2/943, 2/944*, 2/945, 4/234, 4/476, 5/323“